# Milium schmidtianum
Milium schmidtianum är en gräsart som beskrevs av Karl Heinrich Koch. Milium schmidtianum ingår i släktet hässlebroddssläktet, och familjen gräs. Inga underarter finns listade i Catalogue of Life.